# Victor Wolfvoet
Victor Wolfvoet   (Anvers, 4 de maig de 1612 - Anvers, 23 d'octubre de 1652) va ser un comerciant d'art flamenc i pintor d'història i pintures al·legòriques. La seva producció artística va estar molt influenciada per Peter Paul Rubens.

## Biografia
Victor Wolfvoet el Jove era fill de Victor Wolfvoet el Vell, pintor i comerciant d'art, i Brigitta Voorwercx. El seu pare probablement va ser el seu mestre. Es va convertir en membre del Gremi de Sant Lluc d'Anvers al voltant de 1644-5. Algunes fonts es refereixen a Wolfvoet com un alumne de Rubens.
Es va casar el 1636. El seu testament de 1652, que va fer poc abans de la seva mort, afirma que era vidu d'Elisabeth Mertens. Victor Wolfvoet va morir a Anvers deixant una filla, Livina Wolfvoet.
La finca de l'artista comprenia una col·lecció substancial d'obres d'art de set-cents elements. L'inventari de la seva finca enumera vint esbossos de Rubens, inclosos diversos dissenys per als sostres de l'església de Carolus Borromeus d'Anvers i sis bozzetti per a la sèrie de tapís Triomf de l'Eucaristia. També hi ha esbossos d'altres artistes, molts esbossos no atribuïts i griselles emmarcades, i una sèrie d'esbossos després de Rubens. Alguns dels esbossos probablement estaven de la mà de Wolfvoet, com les seves còpies després d'Abraham i Melquisedec de Rubens i Manna del cel, tots dos ara al Mauritshuis, museu de La Haia. La gran col·lecció d'obres s'ha considerat com una prova que l'artista també podria haver estat actiu com a comerciant d'art.

## Marxant d'art
Wolfvoet va ser actiu com a marxant d'art, es va convertir en artista bastant tard i va morir relativament jove. Això explica la seva producció força limitada. A mesura que la seva obra ha rebut recentment més atenció acadèmica, la seva obra coneguda s'ha expandit gràcies a les noves atribucions a Wolfvoet d'obres anteriorment atribuïdes a altres artistes com Erasmus Quellinus II, Guillam Forchondt i Willem van Herp i seguidors anònims de Rubens.
Encara que no hi ha proves que Wolfvoet va estudiar amb Rubens, es considera un dels seguidors més fidels d'aquest artista. Sovint va utilitzar pintures o dibuixos preparatoris o esbossos a l'oli de Rubens com a model per als seus quadres. Va tenir accés a alguns d'ells mitjançant el seu negoci d'art i les vendes públiques de l'obra de Rubens al mercat d'Anvers. En són exemples dues pintures de coure relacionades amb el tema de la Guerra entre guerra i pau (col·leccions privades) i un oli sobre tela d'Hèrcules i Minerva expulsant Mart (Museu de l'Ermitage) (del qual també existeix una còpia sobre coure). En les dues primeres pintures de coure va utilitzar una paleta semblant a la de Rubens i va aconseguir una harmonia de to amb l'espai, que havia après de Rubens.
Es va inspirar en altres artistes com Frans Francken el Jove les versions del qual del Culte del vedell d'or va utilitzar com a base per a la seva pròpia versió d'aquest tema (al Museu Nacional de San Carlos a Mèxic). Wolfvoet va copiar el color de les versions de Franken però va afegir figures i va intensificar les ombres dels objectes i les persones.
Una part important de la producció de Wolfvoet consisteix en pintures a escala relativament petita sobre coure. Aquest mitjà era preferit per a les pintures realitzades per al mercat d'exportació, en particular a Espanya i les colònies espanyoles sud-americanes on el suport de coure era molt apreciat tant per la seva durabilitat com pel seu acabat brillant.

## Petita Galeria

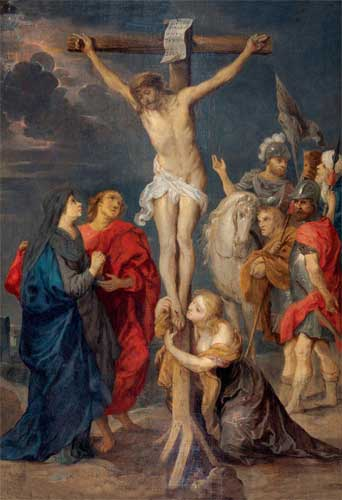
Calvari
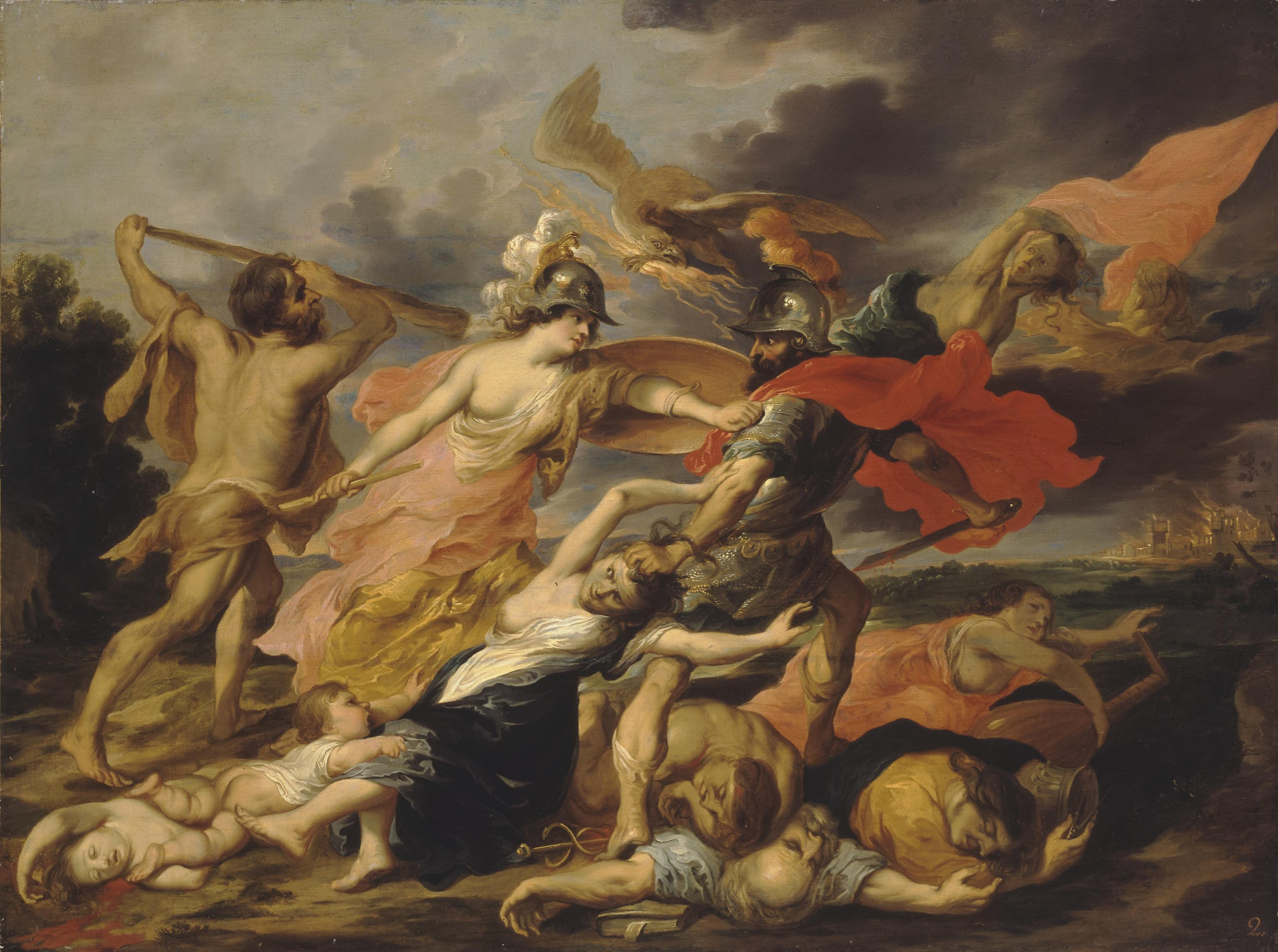
Hèrcules i Minerva expulsant Mart
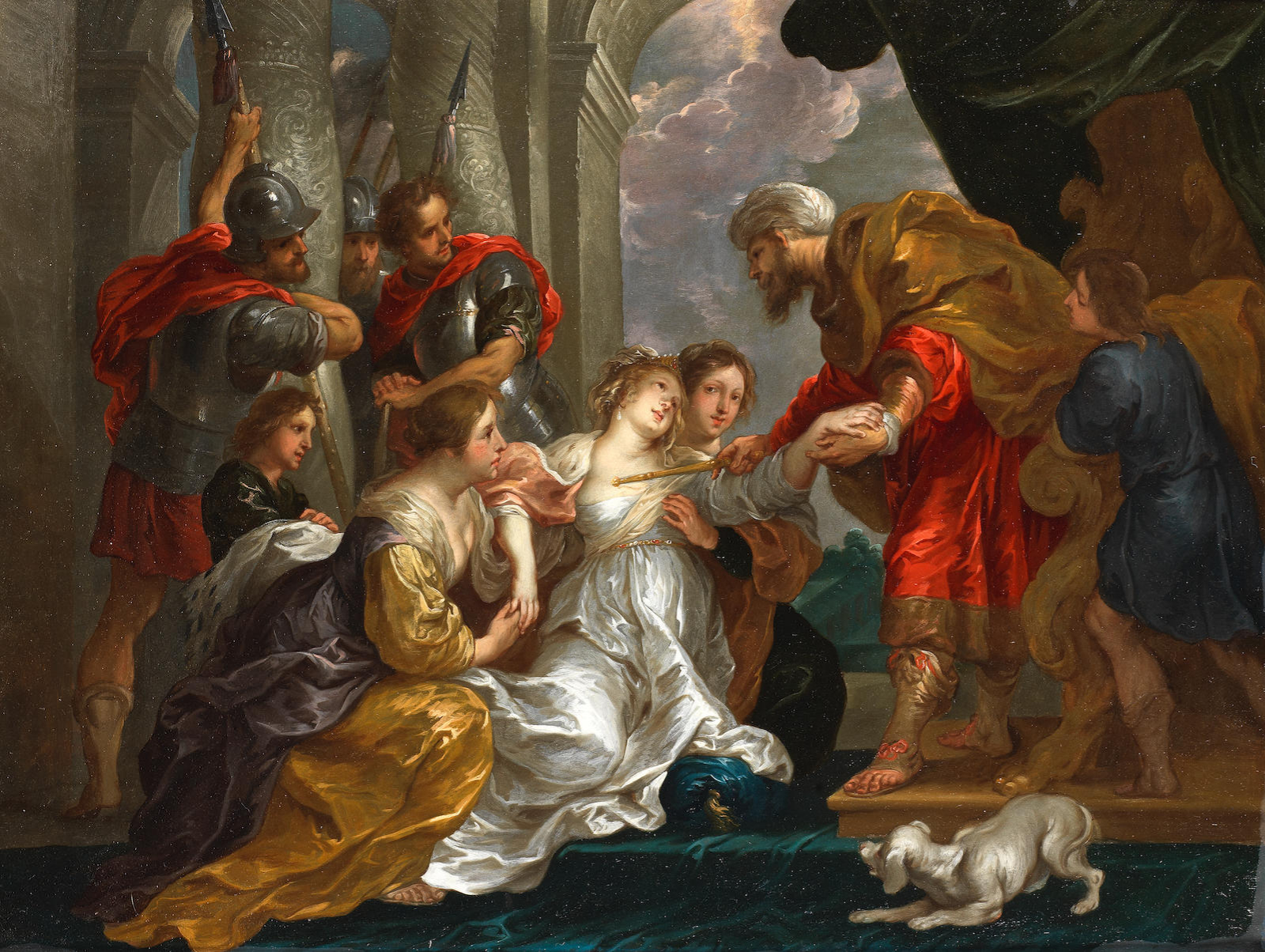
Ester davant Assuer
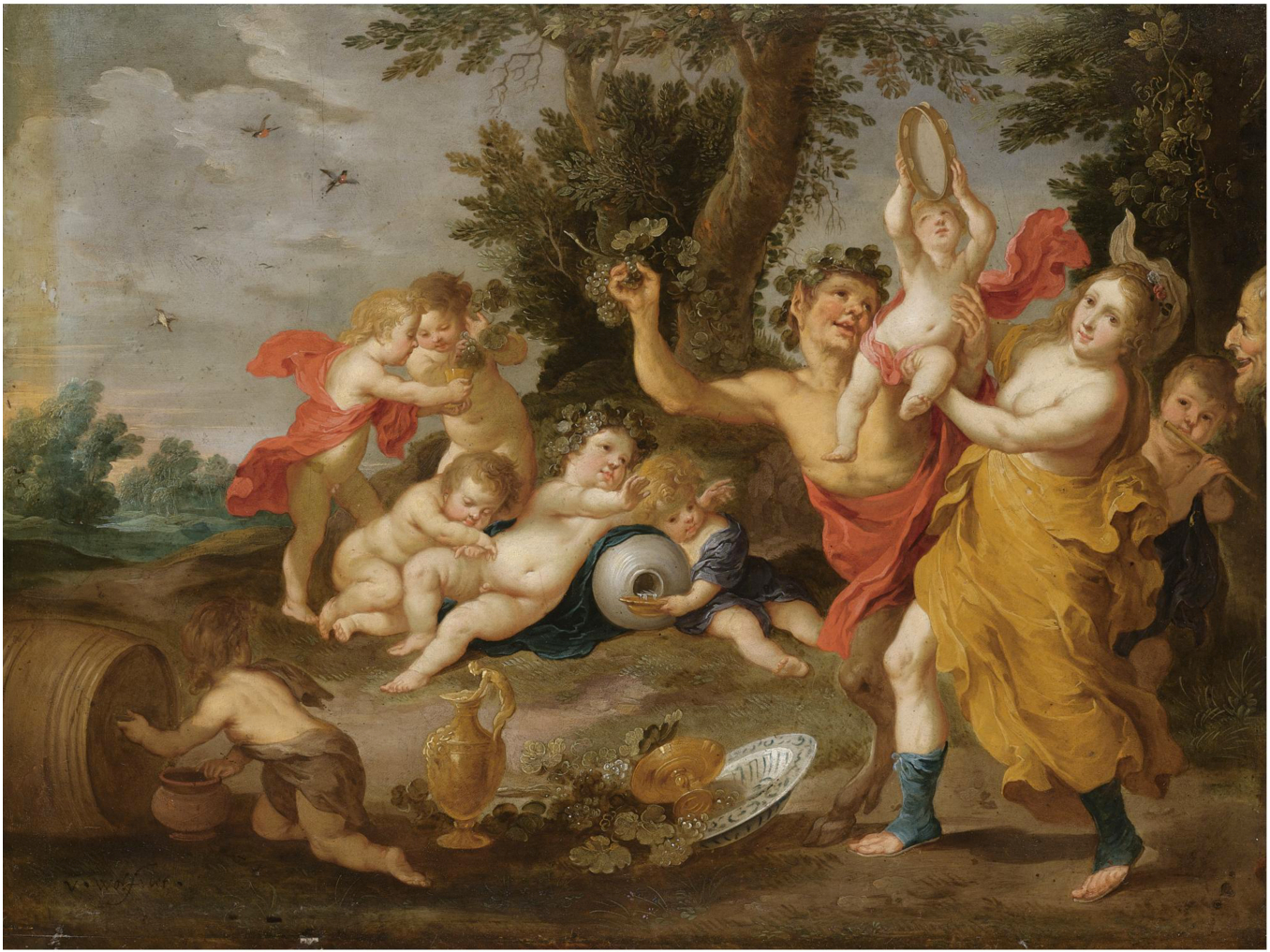
Una bacanal
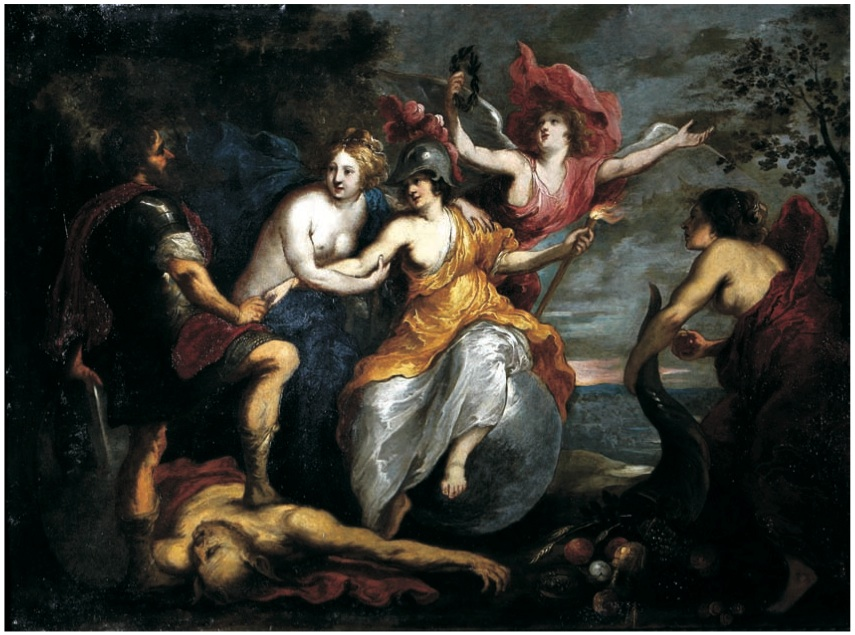
Al·legoria de la guerra i la pau
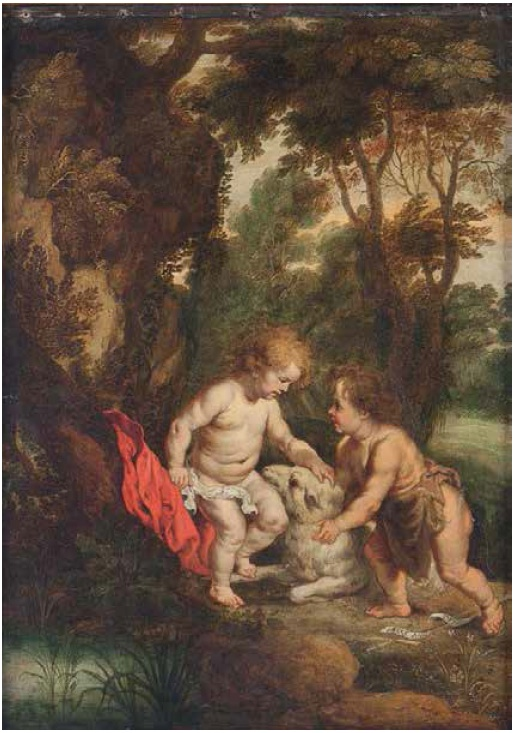
El Nen Jesús amb Sant Joan